# Toboł
Toboł (ros. Тобол) – rzeka w Rosji zauralskiej i w północnym Kazachstanie, lewy dopływ Irtyszu. Długość – 1591 km, powierzchnia zlewni – 426 tys. km², średni przepływ – 805 m³/s. 
Toboł ma źródła w zachodniej części Płaskowyżu Turgajskiego, skąd spływa na północny wschód do północnego odcinka Bramy Turgajskiej, po czym wypływa na Nizinę Zachodniosyberyjską. W dorzeczu Tobołu leży około 20 tys. jezior o łącznej powierzchni 9 tys. km². Reżim rzeki jest śniegowy, z maksimum od maja do początku sierpnia. Toboł zamarza w listopadzie, taje na przełomie kwietnia i maja. 
Rzeka jest żeglowna do 437 km od ujścia. Jest wykorzystywana do spławu drewna. Nad Tobołem leżą m.in. Kustanaj, Kurgan i Tobolsk. 
Główne dopływy: 
- Syntasty (l.)
- Ajat (l.)
- Uj (l.)
- Ubagan (p.)
- Iset (l.)
- Tura (l.)
- Tawda (l.)